# Madeleine Kennedy
Madeleine Kennedy (* 2. Mai 1990 in Sydney, New South Wales) ist eine australische Filmschauspielerin, Filmproduzentin, Drehbuchautorin und Autorin.

## Leben
Kennedy debütierte 2011 in einer Reihe von Kurzfilmen als Schauspielerin und wirkte im selben Jahr in jeweils einer Episode der Fernsehserien Terra Nova und SLiDE sowie zwei Episoden der Fernsehserie Shifters mit. Im selben Jahr zeichnete sie außerdem für die Produktion und dem Drehbuch einiger Kurzfilme verantwortlich. 2011 gründete sie ihre Filmproduktionsfirma Mad Lane Productions. Ihr Kurzfilm Damaged gewann den Grand Bonehead Award und den P.A.I.N Award als bester Kurzfilm und wurde unter anderem auf dem Bare Bones Film Festival gezeigt. Im Folgejahr bekam sie weitere Charakterrollen in verschiedenen Kurzfilmen. 2013 wirkte sie in den Spielfilmen Alien Sons und Fractured! mit und war seit demselben Jahr bis 2015 in der Fernsehserie Deadly Women in verschiedenen Rollen zu sehen.
2013 erschien ihr Roman Far From Grace. 2014 übernahm sie eine größere Rolle in dem Horrorfilm Charlie’s Farm von Chris Sun und wirkte auch drei Jahre später in dessen Tierhorrorfilm Boar mit. Sie befindet sich bei den Dreharbeiten zu den Fernsehserien The Fault Line, We Were Tomorrow und Unlawful, wo sie auch für die Produktion und das Drehbuch zuständig ist.

## Filmografie

### Schauspiel
- 2011: Ruthless (Kurzfilm)
- 2011: Damaged (Kurzfilm)
- 2011: Shifters (Fernsehserie, 2 Episoden)
- 2011: Terra Nova (Fernsehserie, Episode 1x01)
- 2011: SLiDE (Fernsehserie, Episode 1x10)
- 2011: Arch (Kurzfilm)
- 2012: Tomorrow We Grow Up (Kurzfilm)
- 2012: Grind (Kurzfilm)
- 2012: Omega (Kurzfilm)
- 2012: Public Offence (Fernsehserie, Episode 1x01)
- 2013: Ward 21 (Kurzfilm)
- 2013: Alien Sons
- 2013: Fractured!
- 2013–2015: Deadly Women (Fernsehserie, 3 Episoden, verschiedene Rollen)
- 2014: Charlie’s Farm
- 2015: Dangerous Desires
- 2015: Dynamic Pizza (Mini-Serie, Episode 1x01)
- 2015: Peter Allen: Not the Boy Next Door (Fernsehfilm)
- 2017: Boar
- 2017: Pete Murray: Only One (Kurzfilm)
- 2018: Thicker Than Water

### Produktion
- 2011: Damaged (Kurzfilm)
- 2011: Arch (Kurzfilm)
- 2012: Grind (Kurzfilm)
- 2012: Omega (Kurzfilm)
- 2017: Pete Murray: Only One (Kurzfilm)
- 2018: Thicker Than Water

### Drehbuch
- 2011: Ruthless (Kurzfilm)
- 2011: Damaged (Kurzfilm)
- 2011: Arch (Kurzfilm)
- 2012: Tomorrow We Grow Up (Kurzfilm)
- 2012: Grind (Kurzfilm)
- 2012: Omega (Kurzfilm)

## Werke
- 2013: Far from Grace. Lulu.com, 11. August 2013 Morrisville, ISBN 978-1-291-62402-1